# Valckenier (Patriziergeschlecht)
Valckenier (auch Val(c)kenier(s), Ranst Valckenier sowie Valckenier von Geusau) ist der Name eines ehemaligen Amsterdamer Patriziergeschlechts.

## Geschichte
Siehe auch: Regent von Amsterdam
Cornelis Jansz Valckenier schrieb um das Jahr 1580 über den Ursprung seiner Familie, dass sein Urgroßvater N. N. Geelrok nach seiner Flucht aus Brabant den Beruf des Großfalckners (daher auch der Name Valckenier) und Oberjägermeister beim Herzog von Geldern ausführte. Auch dessen Sohn Jelis wurde Falkner beim Herzog. Dessen Sohn, Cornelis Jansz Valckeniers Vater, Jan Gillisz Valckenier (auch Jan Jelisz Valckenier) festigte sich als Kaufmann in Amsterdam. Laut Hans Bontemantel war er ein Schiffer zwischen Amsterdam und Leiden, und der Vater der Gebrüder Adriaan, Wouter, Jan und Jacob Valckenier.
Im Goldenen Zeitalter der Niederlande erhielten Mitglieder der Valckeniers diverse belangreiche Ämter in der Regierung Amsterdams und in Holland. Einige wie Gillis Valckenier waren prinsgezind (das heißt auf Seiten der Oranier), wiederum andere waren staatsgezind (Republikaner).

## Familienmitglieder
- N. N. Geelrokk, Großfalkner und Oberjägermeister des Herzog von Geldern
  - Jelis Valckenier, Falckner beim Herzog von Geldern
    - Jan Gillisz Valckenier (1522–1592), Kaufmann und niederländischer Gesandter in Dänemark und Holstein
      - Cornelis Jansz Valckenier (1550–1613), Ratsherr der Admiralität von Amsterdam und Kapitän der Bürgergarde
        - Adriaan Valckenier (1586–1654)
        - Wouter Valckenier (1589–1650), Bürgermeister von Amsterdam
          - Gillis Valckenier (1623–1680), Bürgermeister und Regent von Amsterdam
            - Wouter Valckenier (1650–1707), verheiratete sich mit Maria van Baerle (?) und hernach mit Anna Maria, einer Tochter des Louis Trip.[4]
            - Pieter Ranst Valckenier (1661–1704) war Vorsteher bzw. Direktor (Bewindhebber) der Niederländischen Westindien-Kompanie sowie als Schepen Regierungsmitglied von Amsterdam. 
              - Pieter Valkenier (1691–1738) war Herr von Asten und Ommel sowie Schepen von Amsterdam. Verheiratet war er mit Bregje van Ghesel; seine Schwiegermutter war Harmina van de Poll.
              - Adriaan Valckenier (1695–1751), Generalgouverneur von Niederländisch Ostindien
                - Adriaan Isaac Valckenier (1731–1784), Schepen von Amsterdam, nach einem Mordanschlag an seiner Ehefrau wurde er für geisteskrank erklärt und im Jahre 1768 in seinem Haus in Hillegom eingesperrt; seine Tochter Anna Catharina heiratet Jan van de Poll
                  - Adriaan Danker Valckenier (1760–1813), unverheiratet, mit ihm ist das Geschlecht der (Amsterdamer) Valckeniers ausgestorben.

            - Gillis Valckenier (* 1666), Ratsherr bei der Admiralität von Amsterdam

          - Sybrant Valckenier (1634–1665), Schepen von Amsterdam; Halbbruder des Gillis Valckenier; trat im Jahre 1648 gemeinsam mit Jacob de Graeff, Gerbrand Pancras und Pieter Schaep als einer der Grundsteinleger des Stadthauses op de Dam auf. Valckenier war mit Agatha Munter verheiratet.

        - Jan Valckenier (1596–1654)
        - Jacob Valckenier (1602–1673), Ehemann der Hillegonde Hasselaer
          - Cornelis Valckenier (1640–1700), Amsterdamer Bürgermeister, Direktor der Sozietät von Suriname
            - Jacob Valckenier (Hanoi, 1673–1740), Amsterdamer Regent, Deputierter in den niederländischen Generalstaaten.
              - Wouter Valckenier (1705–1784), war mit Elisabeth Hooft, einer Schwester von Hendrik Hooft verheiratet, besaß den Landsitz Valck und Heining.[5]

          - Jacob Valckenier (1654–1682), heiratete Anna Valckenier
          - Wouter Jacobsz Valckenier (1659–1710), war juristischer Ratsherr sowie Raad van Indië in Batavia+ ab 1702 Bewindhebber der Niederländischen Ostindien-Kompanie in Amsterdam
            - Jan oder Johannes Valckenier, verheiratet mit Maria Valckenier
              - Wouter Valckenier (* 1716) wohnte in Elburg
              - Gillis Valckenier (* 1717), verstarb unverheiratet

Pieter Valckenier (Emmerich, 1638?–1712?), Diplomat in Frankfurt, Regensburg und in der Schweiz, gehörte nicht dem Amsterdamer Zweig der Valckeniers an.